# Desa Cipeuteuy (administrativ by i Indonesien, lat -6,76, long 106,58)
Desa Cipeuteuy är en administrativ by i Indonesien.   Den ligger i provinsen Jawa Barat, i den västra delen av landet, 70 km söder om huvudstaden Jakarta.